# Абсарока (хребет)
Хребет Абсарока ( [əbˈsɔərkə] або місцева [əbˈsɔərki] ) — це підхребет Скелястих гір у Сполучених Штатах. Протяжність хребта складає налічує близько 240 км через кордон Монтана – Вайомінг. Ширина досягає 120 км у найширшій ділянці. Хребет Абсарока утворює східну межу Єллоустонського національного парку вздовж долини Парадіз та західну сторону басейну Біггорн. Хребет межує з горами Беартут на півночі та хребтом Вінд Рівер на півдні. Північний край хребта лежить уздовж I-90 і Лівінгстона, Монтана . Найвища вершина хребта — пік Франкс (4009 м), розташований у Вайомінгу. В межах хребта ще є 46 піків з висотою понад 3700 м (12тис. футів)..

## Географія
Хребет дренується річкою Єллоустоун і різними потоками, включаючи річку Біггорн .
Більша частина хребта розташована на охоронних територіях, включаючи Єллоустонський парк, пустелю Абсарока-Беартус, пустелю Північна Абсарока, пустелю Тетон і пустелю Вашкіе, охоплюючи національний ліс Бріджер-Тетон, національний ліс Кастер, національний ліс Галлатін і національний ліс Шошони .
Американське шосе 212 від Біллінгса, штат Монтана до Єллоустоуну, піднімається через перевал Беартус-Пасс (3337 м) у сусідніх горах Беартус перед тим, як проходити через Абсароки до північно-східних воріт Єллоустонського національного парку. Перевал відкритий лише влітку. US Route 14/16/20 пролягає річкою Шошон від Коді через хребет до східних воріт парку.

## Історія
Хребет названо на честь корінного народу Абсарока.  Назва походить від назви Хідаца для народу Кроу ; це означає «діти великодзьобого птаха».  (Інакше ім’я Ворона, Awaxaawe Báaxxioo, означає «Гострі гори [як піщані замки]». )
Джон Колтер, який, можливо, був першою білою людиною, яка відвідала цю територію.  Він, ймовірно, подорожував уздовж підніжжя Абсарокас у 1807 році під час своєї розвідки Єллоустонського регіону.  Серед ранніх дослідників також були Густав Чейні Доан і Натаніель П. Ленгфорд, які піднялися на вершину Колтер-Пік у 1870 році  .
Корабель USS Absaroka був названий на честь цього гірського масиву.

## Геологія
Геологічно розріз хребта у Вайомінгу складається з вулканічної брекчії, тоді як далі на північ від межі штату перехід до корінних порід граніту та гнейсу. 

### Вулканічна провінція Абсарока
Магматичні породи вулканічної провінції Абсарока займають площу приблизно 23 000 км2 (8 900 миля2; 2 300 000 га)  на південному заході Монтани та північно-західному Вайомінгу, включаючи приблизно одну третину Єллоустонського національного парку. Ці екструзивні породи були вивержені під час еоценової епохи палеогенового періоду. Радіометричне датування показало, що еруптивна активність тривала приблизно з 53 до 43,7 млн років тому. У цьому районі знайдено розмиті залишки багатьох великих стратовулканів . Відслонення еродовних давно згаслих вулканів шляхом дозволяє побачити вулканічні структури, які неможливо побачити в діючих вулканах. Багато термінів, які зараз широко використовуються у вулканології, виникли під час польових досліджень цих стародавніх вулканів у дев’ятнадцятому столітті. 

## Галерея

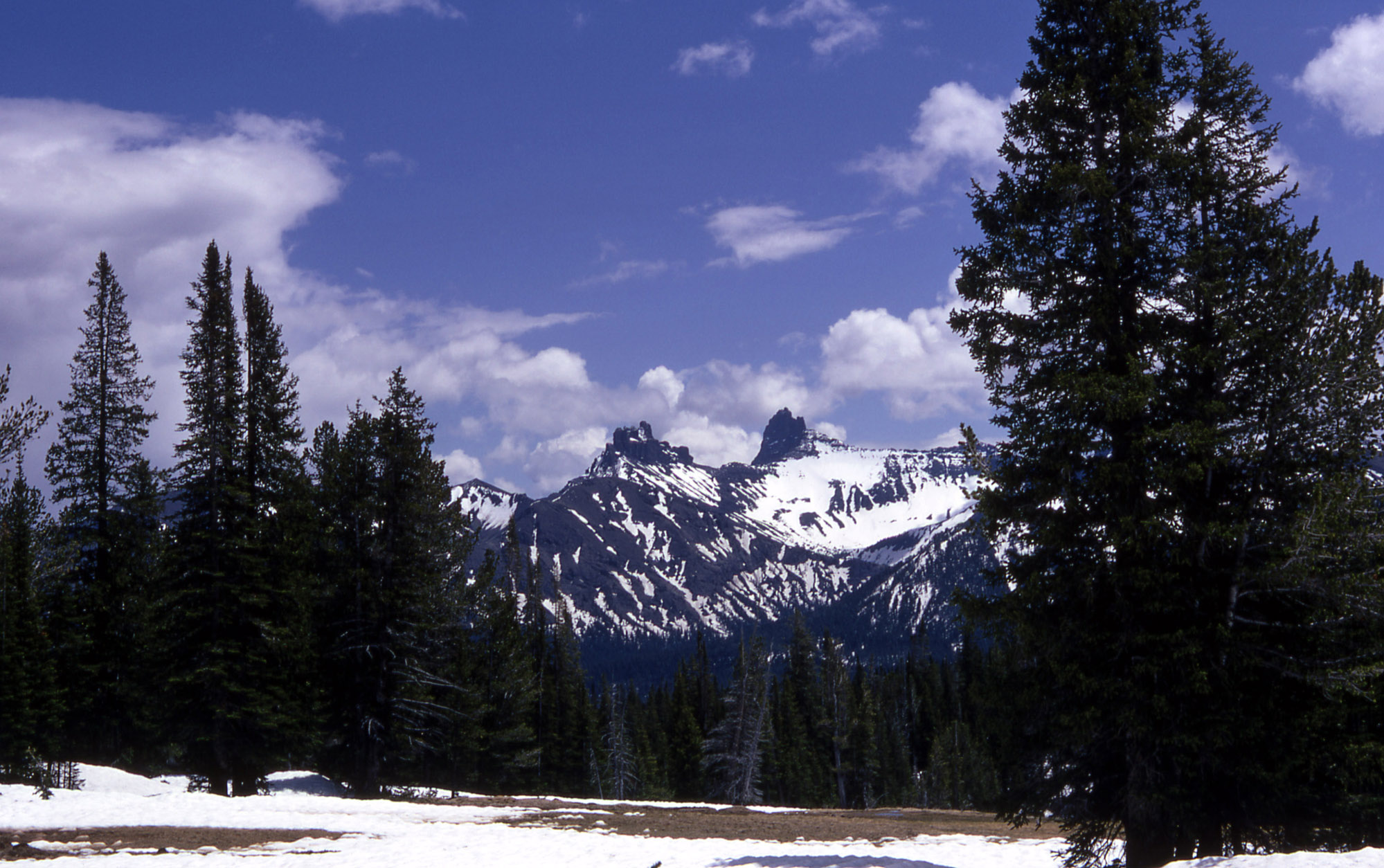
Вершини Пілот-Пік та Індекс-Пік в горах Абсарока
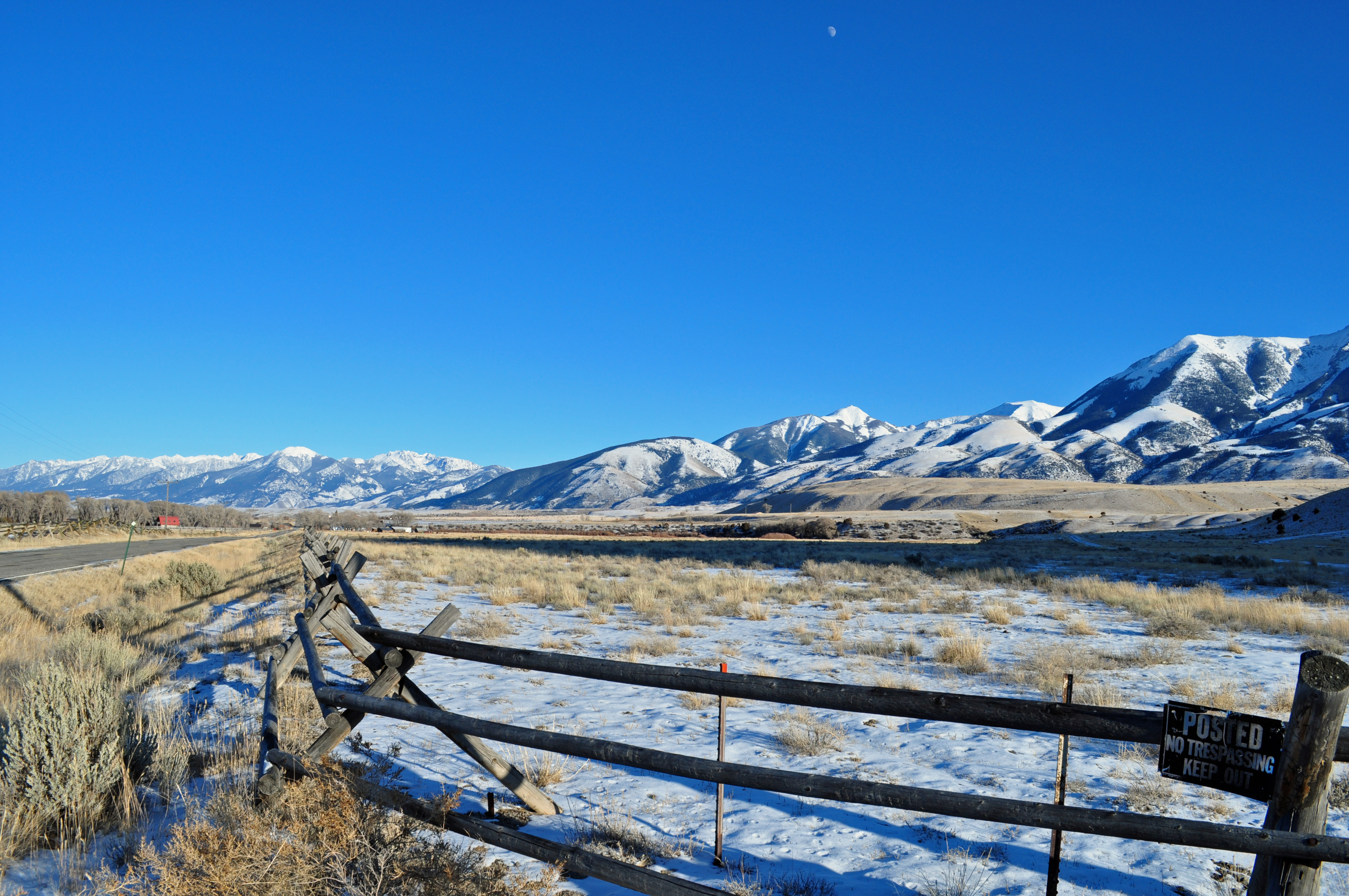
Західна сторона Абсарокаса з долини Парадіз (Монтана)
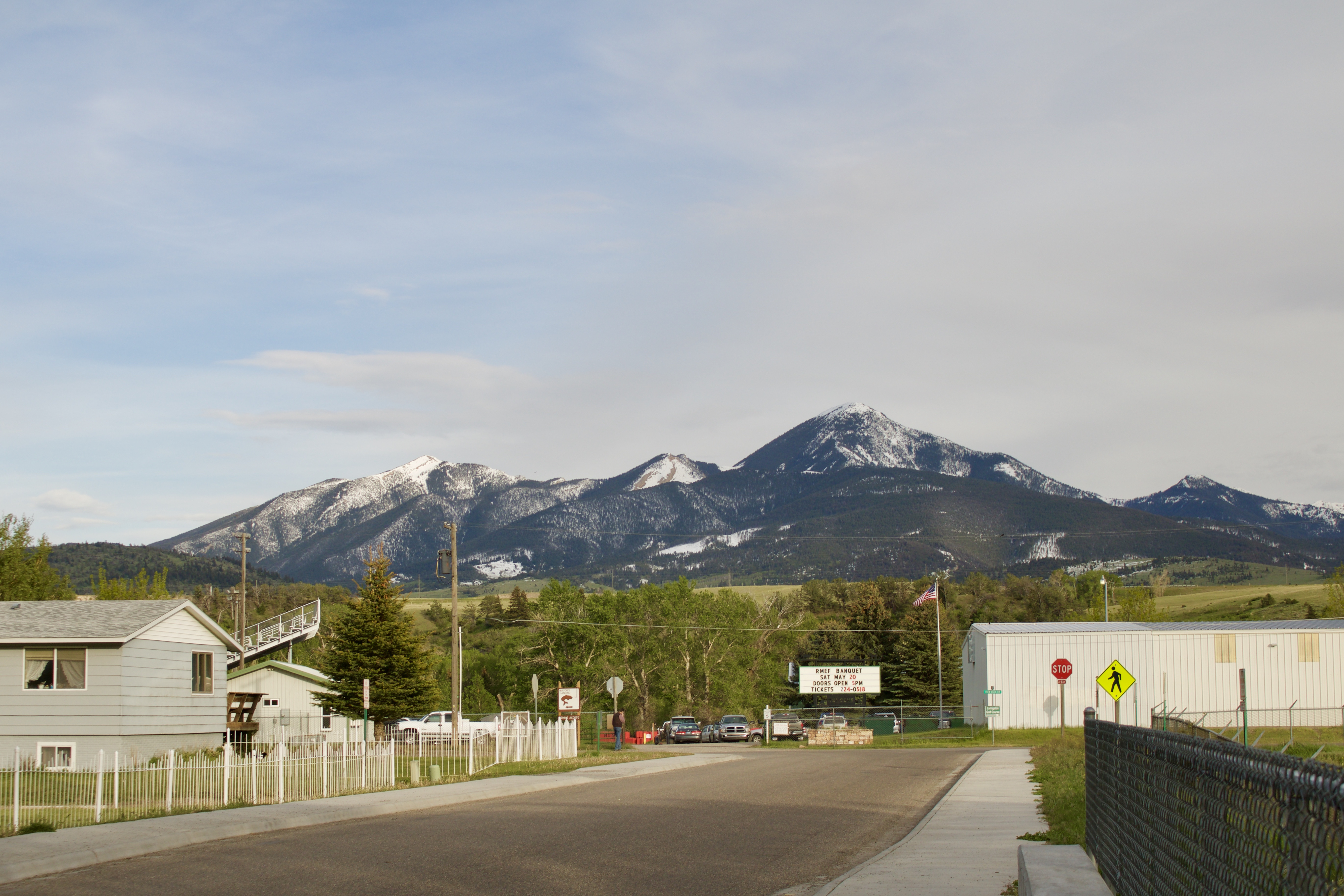
Північний хребет Абсарока, як видно з Лівінгстона, Монтана
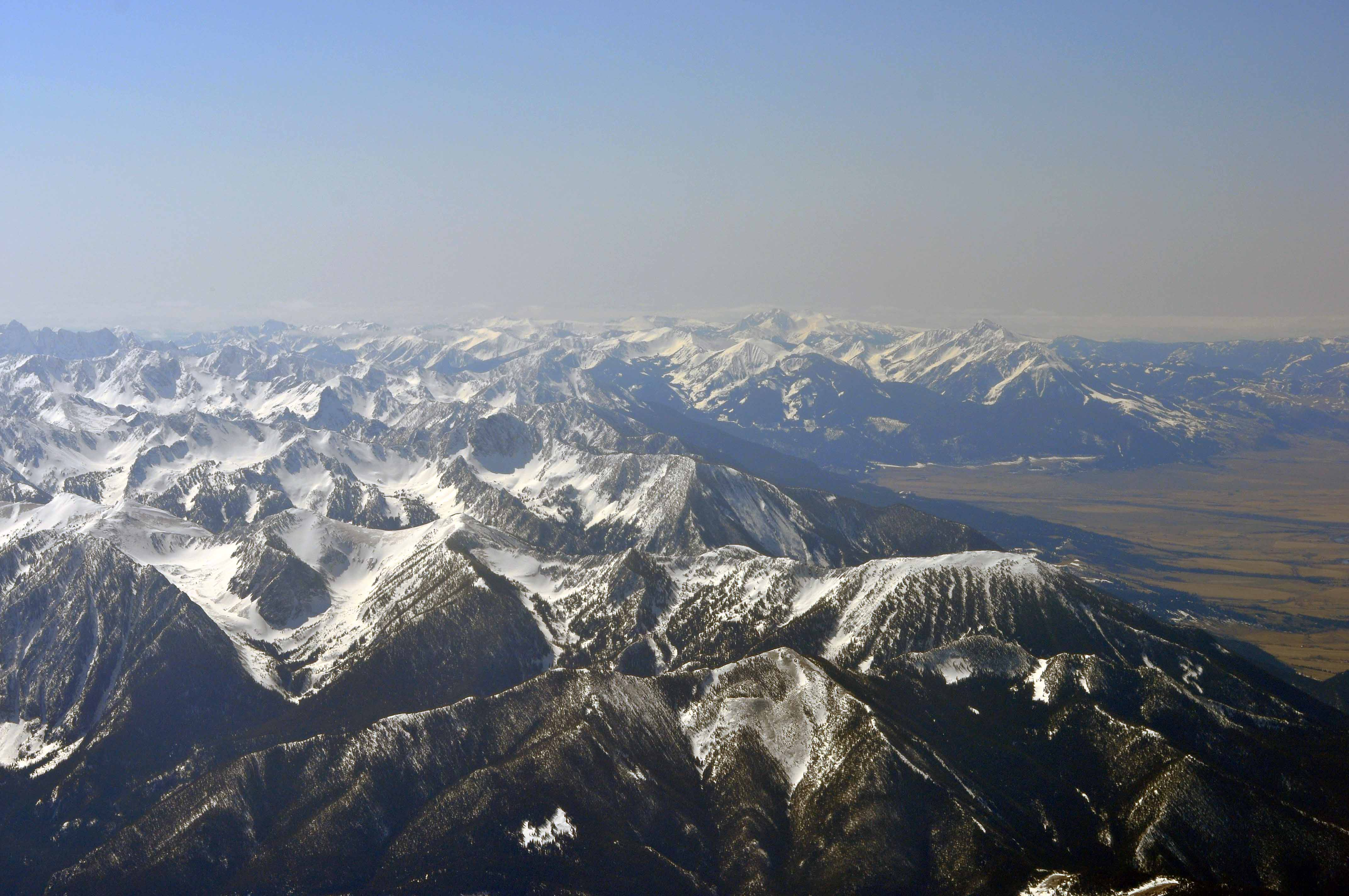
Північно-західна частина хребта простір Абсарокас, якщо дивитися з висоти 4600 м над Лівінгстоном, Монтана
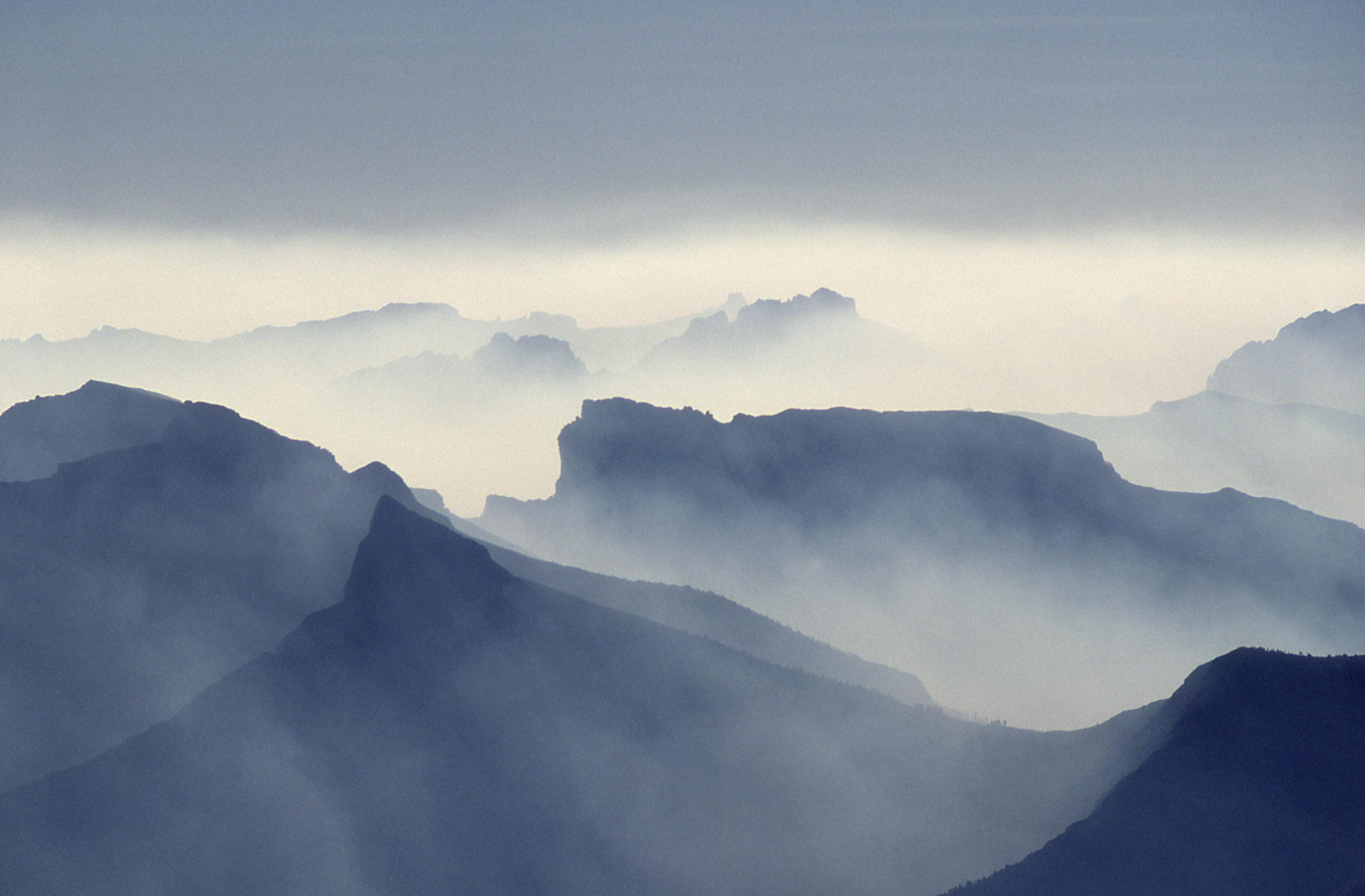
Гори 19 серпня 1988 року, задимлені через Єллоустонські пожежі 1988 року